# Ветхінін
Ветхінін (пол. Wietchinin) — село в Польщі, у гміні Турек Турецького повіту Великопольського воєводства.
Населення — 284 особи (2011).
У 1975-1998 роках село належало до Конінського воєводства.

## Демографія
Демографічна структура станом на 31 березня 2011 року:
|          | Загалом | Допрацездатний вік | Працездатний вік | Постпрацездатний вік |
| -------- | ------- | ------------------ | ---------------- | -------------------- |
| Чоловіки | 145     | 30                 | 97               | 18                   |
| Жінки    | 139     | 30                 | 79               | 30                   |
| Разом    | 284     | 60                 | 176              | 48                   |